# Ochimus (geslacht)
Ochimus is een kevergeslacht uit de familie van de boktorren (Cerambycidae). De wetenschappelijke naam van het geslacht werd voor het eerst geldig gepubliceerd in 1861 door Thomson.

## Soorten
Ochimus omvat de volgende soorten:
- Ochimus grobbelaarae Adlbauer, 1999
- Ochimus laetipennis (White, 1853)